# Albtrauf Beuren
Das Landschaftsschutzgebiet Albtrauf Beuren ist ein mit Verordnung der Unteren Naturschutzbehörde beim damaligen Landratsamt Nürtingen vom 26. Juli 1972 ausgewiesenes Landschaftsschutzgebiet (LSG-Nummer 1.16.045) auf dem Gebiet der Gemeinde Beuren.

## Lage und Beschreibung
Das 536,3 Hektar große Gebiet besteht aus drei Teilgebieten. Zum einen umfasst es die gesamte Talmulde südlich des Ortes zwischen Beurener Fels und Hohenneuffen, die sich in zwei Seitentäler mit Wasserläufen, Viehweiden und Weinbergen gliedert. Die zweite Teilfläche beinhaltet die Wald- und Freiflächen nördlich von Beuren einschließlich der Naturdenkmale Engelberg, Spitzenberg und Basalttuff-Steinbruch. Das Gebiet wird im Nordosten begrenzt durch das Tiefenbachtal.

## Schutzzweck
Wesentlicher Schutzzweck ist die Erhaltung der Landschaft des Albvorlandes, die durch kleine Fließgewässer gegliedert und durch umfangreiche Streuobstbestände geprägt ist.